# Grand Site Sainte-Victoire
 (décembre 2014).
Si vous disposez d'ouvrages ou d'articles de référence ou si vous connaissez des sites web de qualité traitant du thème abordé ici, merci de compléter l'article en donnant les références utiles à sa vérifiabilité et en les liant à la section « Notes et références ».
Le Grand Site Sainte-Victoire est un des sites du réseau des Grands Sites de France administré sous la forme d'un syndicat mixte : le syndicat mixte départemental des massifs Concors Sainte-Victoire. Il est chargé de protéger et de valoriser un territoire de 34 500 ha incluant la montagne Sainte-Victoire, la montagne du Cengle, le massif du Concors, une partie de la montagne de Vautubière (vers Pertuis) et leurs environs. Ce territoire est fortement protégé avec un ensemble de sites classés et un site Natura 2000 ; il englobe quatorze communes.

## Caractéristiques
(décembre 2014).
- Territoire de compétence : 34 500 ha sur 14 communes, de la vallée de l’Arc jusqu’à la Durance au nord, et des portes d’Aix-en-Provence au département du Var à l’est. C’est le plus grand espace boisé des Bouches-du-Rhône. Il est entièrement situé dans le pays d’Aix.
- Mesures de protection : les sites classés de la montagne Sainte-Victoire (6 500 hectares en 1983) et du massif de Concors (16 800 ha). 32 000 hectares inscrits au réseau Natura 2000[1],[2]
- Statut juridique : Établissement public, « le Syndicat mixte départemental des massifs Concors Sainte-Victoire », constitué du département des Bouches-du-Rhône, de la Communauté du Pays d’Aix (qui représente les 14 communes du territoire du Grand Site), et de la Région Provence Alpes Côte d’Azur.
- Date de création : 2000
- Obtention du label Grand Site de France : 2004, distinction renouvelée en 2011
- Président : Patricia SAEZ, conseillère départementale.
- Personnel : 30 personnes. Équipe technique et administrative, et le Groupe de Surveillance et d’Accueil (12 gardes nature), et deux lieux d’accueil du public : la Maison du Grand Site à Vauvenargues et le kiosque d’information du Barrage du Bimont.
- Missions : Mise en œuvre d’une politique de prévention des incendies, préservation du patrimoine naturel, culturel et bâti, gestion de la fréquentation et accueil du public, soutien au développement économique local.

## Missions
- Prévention des incendies et gestion forestière: traitement, par des travaux forestiers, des poudrières prioritaires et des cloisonnements stratégiques, aménagement des pistes DFCI avec leurs bandes débroussaillées de sécurité, entretien des barrières. Restauration des terrains incendiés. Soutien aux activités agricoles et pastorales.
- Protection de la nature : animation du site Natura 2000 (contrats avec les agriculteurs et les propriétaires), suivis scientifiques de la faune et de la flore, réhabilitation de milieux naturels. Inventaire des arbres remarquables du territoire.
- Mise en valeur du patrimoine bâti et des paysages : Restauration de la Croix de Provence, du prieuré Sainte-Victoire, de la chapelle de Saint-Ser, d’oratoires…, valorisation de restanques par leur remise en culture. Protection et mise en valeur de sites archéologiques et fossilifères. Suppression de points noirs, décharges, délaissés routiers, épaves et déchets. Restauration de la ferme de Beaurecueil dans une démarche d’éco-construction qui intègre ce projet dans le programme régional « 100 bâtiments exemplaires ». Le Grand Site y est installé.
- Gestion de la fréquentation et accueil des publics : aménagements paysagers de parkings et aires de stationnement, pose d’une signalétique routière et aux départs des randonnées et activités de nature, offre de sentiers balisés, d’itinéraires labellisés Tourisme et handicap et de parcours pédagogiques, informations touristiques et sportives.
- Publications : Bulletin semestriel d’information « Tout Naturellement », les guides touristiques « Autour de Sainte-Victoire » et « Concors de terroirs en villages », plaquettes « La réhabilitation du Prieuré », « la croix de Provence », « Faune de Sainte-Victoire » (édition CEEP), livret botanique, carte des oiseaux de Sainte-Victoire (en collaboration avec la LPO), …et collaboration à plusieurs ouvrages locaux.
- Expositions sur le Grand Site, les paysages, la biodiversité.

## Histoire
Cette structure publique est née après l'incendie de 1989 qui a ravagé le versant sud de la montagne Sainte-Victoire. Adhérent du réseau des Grands Sites de France depuis 2000, il est parmi les premiers à avoir obtenu le label Grand Site de France en 2004. Ce label a été renouvelé en 2011 pour une durée de six ans. Son équipe est constituée d’une trentaine de personnes dont douze gardes nature sur le terrain. Son action se poursuit autour de quatre missions principales.

## Financement
Ses ressources financières sont liées aux collectivités territoriales qui composent le syndicat mixte.

## Mesures de protections

### Grands Sites
Sainte-Victoire est classée au titre des Grands Sites depuis le 15 novembre 1983.
Créé en 2003 par l’État pour soutenir et reconnaître les politiques menées par les Grands Sites, le label Grand Site de France est maintenant inscrit dans le Code de l'environnement. Il est reconnait la mise en œuvre d'un projet de préservation, de gestion et de mise en valeur du site, répondant aux principes du développement durable. Il est attribué pour 6 ans et son renouvellement est soumis à décision ministérielle. Douze Grands Sites sont labellisés Grand Site de France. Le Grand Site Sainte-Victoire fait partie des quatre premiers à l’avoir été en 2004. En 2011, sa gestion a été de nouveau approuvée par le renouvellement du label.

### Concors, classé pour sa valeur paysagère
Par décret du 23 août 2013 publié au Journal Officiel du 25 août 2013 a été classé parmi les sites des départements des Bouches-du-Rhône et du Var l’ensemble formé par le Massif du Concors, sur le territoire des communes d’Aix-en-Provence, Jouques, Meyrargues, Peyrolles-en-Provence, Puyloubier, Saint-Marc-Jaumegarde, Vauvenargues et Venelles (Bouches-du-Rhône), Pourrières et Rians (Var).
Cet important classement, entrepris à l’instigation des collectivités locales, qui se sont exprimées en ce sens dès 1998, constitue un complément essentiel au vaste site adjacent de la Montagne Sainte-Victoire, classé en 1983. Sur 10 communes, huit dans les Bouches-du-Rhône et deux dans le Var, et quelque 16 800 hectares, il couvre, au nord de la Sainte-Victoire, de vastes espaces principalement boisés, parmi les plus sauvages de Provence. Outre ces boisements, le périmètre classé inclut des terres cultivées, des vignes, de beaux escarpements rocheux, tels le Concors, point culminant du site (780 mètres), ou La Citadelle (720 mètres). Les villages périphériques, ainsi que leurs extensions, ont été évidemment exclus, seuls quelques bâtiments ruraux isolés, le plus souvent d’un grand intérêt architectural, étant inclus. Quant à la gestion du site, elle est assurée, du moins s’agissant des Bouches-du-Rhône, par le Syndicat mixte Concors-Sainte-Victoire ; il convient de noter à cet égard que le label « Grand Site de France », renouvelé en 2010, porte sur l’ensemble des deux sites, soit environ 23 000 hectares.

### Groupe de surveillance et d'accueil
Les gardes nature sont présents en permanence sur le terrain pour répondre aux besoins d’information des visiteurs, de surveillance et d’entretien des sites et de participation aux manifestations publiques. Au quotidien, chaque garde nature est affecté à un secteur géographique. Chaque garde nature est responsable d'un ou plusieurs domaines de compétences spécifiques. Il est l’interlocuteur du public auquel il prodigue des conseils de sécurité et de bonne conduite ; c’est aussi un relais avec les habitants et un gardien des ressources naturelles.